# Arado Flugzeugwerke
A Arado Flugzeugwerke foi uma fábrica de aviões da Alemanha. Fabricou aviões importantes durante a Segunda Guerra Mundial para Luftwaffe, entre eles o primeiro bombardeiro a jato da história o Arado Ar 234 "Blitz". Em 1945, após o fim da guerra, a Arado foi fechada e liquidada judicialmente.
Um de seus projetos, o Ar 96, continuou a ser fabricado por muitos anos após a guerra.

## Aeronaves
- Arado L 1
- Arado L II
- Arado S I
- Arado SIII
- Arado SC I
- Arado SC II
- Arado SD I
- Arado SD II
- Arado SD III
- Arado SSD I
- Arado V I
- Arado W 2
- Arado Ar 64
- Arado Ar 65
- Arado Ar 66
- Arado Ar 67
- Arado Ar 68
- Arado Ar 69
- Arado Ar 76
- Arado Ar 79
- Arado Ar 80
- Arado Ar 81
- Arado Ar 95
- Arado Ar 96
- Arado Ar 195
- Arado Ar 196
- Arado Ar 197
- Arado Ar 198
- Arado Ar 199
- Arado Ar 231
- Arado Ar 232
- Arado Ar 233
- Arado Ar 234
- Arado Ar 240
- Arado Ar 296
- Arado Ar 340
- Arado Ar 396
- Arado Ar 432
- Arado Ar 440
- Arado Ar 532

Lista de maiores projetos internos da SGM. Era sob comando do Reichsluftfahrtministerium RLM.
- Arado E.240
- Arado E.300
- Arado E.310
- Arado E.340
- Arado E.370
- Arado E.371
- Arado E.375
- Arado E.377
- Arado E.377a
- Arado E.380
- Arado E.381/I
- Arado E.381/II
- Arado E.381/III
- Arado E.385
- Arado E.390
- Arado E.395
- Arado E.396
- Arado E.401
- Arado E.430
- Arado E.432
- Arado E.433
- Arado E.440
- Arado E.441
- Arado E.470
- Arado E.480
- Arado E.490
- Arado E.500
- Arado E.530
- Arado E.532
- Arado E.555
- Arado E.560
- Arado E.561
- Arado E.580
- Arado E.581.4
- Arado E.581.5
- Arado E.583
- Arado E.625
- Arado E.632
- Arado E.651
- Arado E.654